# 自切

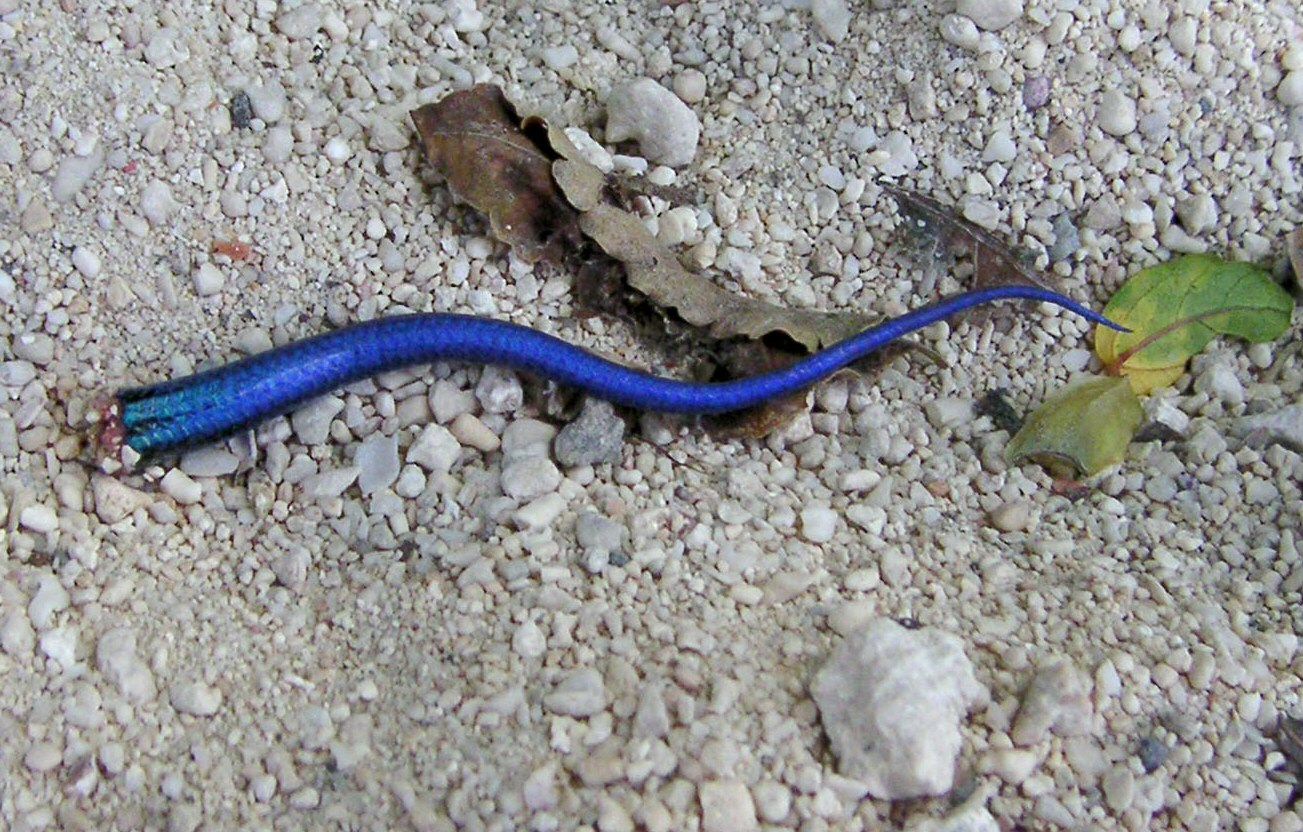
自切されたイシガキトカゲのしっぽ

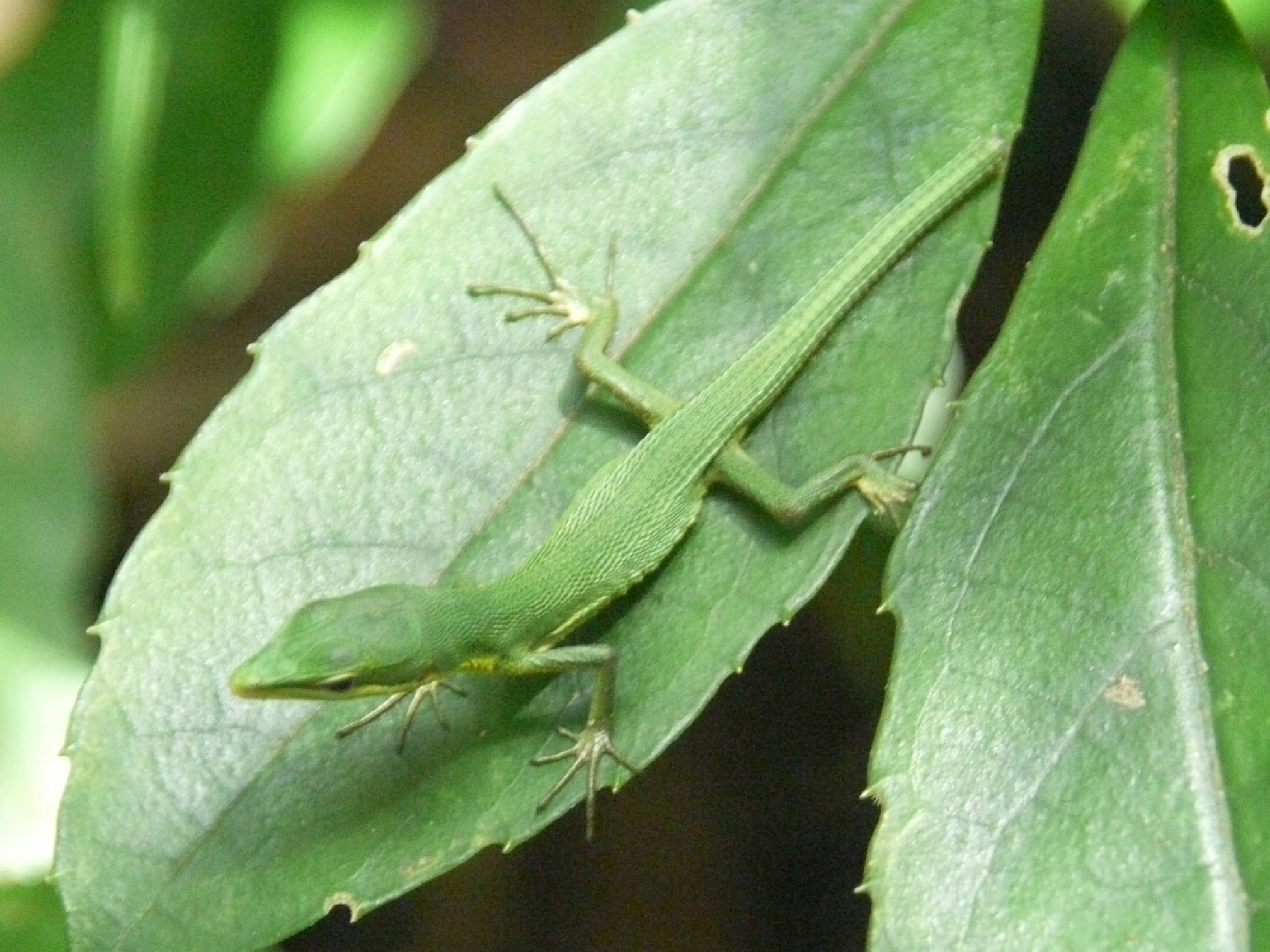
尾の先端を失ったサキシマカナヘビ

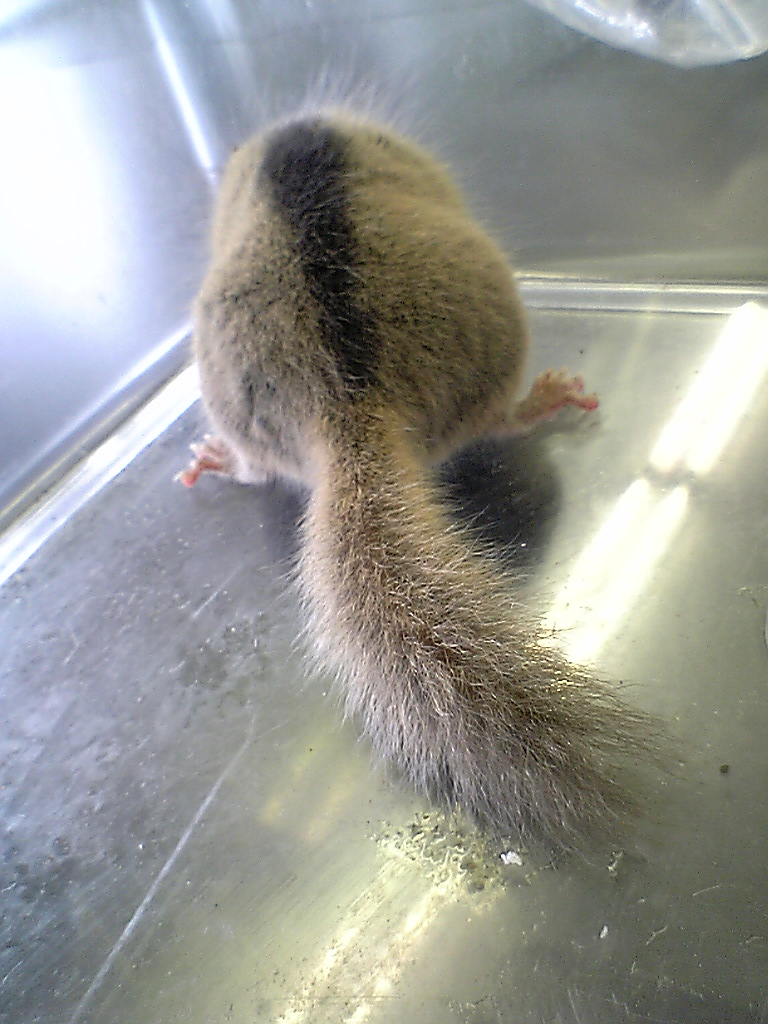
一部のヤマネ科の尾は、切断しやすい構造となっており敵に襲われたときに自切する。

自切（じせつ）は、節足動物やトカゲなどに見られる足や尾を自ら切り捨てる行動ないし反応。
なぜ自ら体の器官を切り捨てるかは状況やタクソンにより異なると思われるが、主に外敵から身を守るために行われる例が多い。すなわち外敵に捕捉された際に肢や尾等の生命活動において主要ではない器官を切り離すことで逃避できる可能性を作り、個体そのものが捕食される確率を下げるための適応であると考えられている。そのため自切する器官はあらかじめ切り離しやすい構造になっていたり、喪失した器官を再生させる等の機能を持つ種が多い。

## 脊椎動物の自切

### トカゲ類の自切
身近な例ではニホントカゲ、ニホンカナヘビ等が自切を行う。自切した尾は、しばらく動き回ることで外敵の注意を引きその隙に逃げることができる。切断面は筋肉が収縮し出血も抑えられる。再生した尾（再生尾）は外観から見ても体色が異なっていたり、元の尾よりも長さが短くなることが多い。また再生尾は中に骨はなく、代わりに軟骨により支えられている。これら自切を行うトカゲ類の尾は、脊椎に自切面という節目があり切れやすい構造になっている。そのため人為的に尾を切断しても、同様の反応は見られない。
自然界では自切により外敵から逃避できる可能性もあるが、尾に栄養分を貯めることの多いトカゲ類は飼育下ではメンテナンス中の不注意や物に尾が挟まった際等に自切し結果として体調を崩してしまうことも多い。トカゲ類全てが自切を行うわけではなく、また同じ科でも自切後に再生尾が生えない種もいる。

### 魚類の自切
深海魚のリュウグウノツカイは体長の中程から自切する事が示唆されている。天敵に襲われた際に逃げる目的が主であるが、食糧難の際の生命維持に体を減少させるため、との説もある。再生はできない。

## 無脊椎動物の自切
- 節足動物では、昆虫類・クモ類・多足類・甲殻類などでは足（脚）を自切するものが多い。これらの仲間では、体の成長には脱皮が必要なので、何回かの脱皮によって再生する。脱皮回数が制限されている動物の場合、完全には再生できない場合もある。また、成虫が脱皮しないもので、成虫が自切した場合では、当然ながら再生できない。カニ[3]などの魚介類に含まれる節足動物では、自切することで経済価値が大きく変動してしまうものもいる。
- 環形動物では、ミミズ・ゴカイに簡単に体が切れるものがある。ミミズの場合、後体部から前半身が再生しないものが自切とみなされるが、ミズミミズ科の一部のように、連鎖体が分裂して増殖するものは自切とは言わない。同じ環形動物でも、ヒルはまず体が切れない。ユムシ類には、吻を自切するものがある。

- 軟体動物では、腹足綱のミミガイやヒメアワビ、ショクコウラなど、分類群にかかわらず殻に比べて軟体が大きい巻貝類に腹足後端を自切して逃げるものがある。ウミウシ類にも突起や体の一部、あるいは胴体のほとんどを切り捨てるものがあり、ヒメメリベ Melibe papillosa の背側突起は自切脱落し易く、チギレフシエラガイ Berhella martensi は背面が4区画に分割されていて、区画ごと自切することからその和名が付けられている[4]。同じくウミウシの一種であるゴクラクミドリガイ属 Elysia のコノハミドリガイ E. atroviridis とクロミドリガイ E. marginata は、心臓や消化器系を胴体に残したまま頭部のみを切り離し、頭部から胴体を再生することができる。切り離された胴体も3-4ヵ月間は生きているが頭部は再生されずに死ぬ。この属の種は摂取した藻類から葉緑体を細胞内に取り込んでおり、その光合成によってエネルギーを得ることができるため、一時的に消化器系を失っても生き残ることができると考えられている。この大胆な自切の理由として、体内に寄生したカイアシ類を胴体ごと捨て去る防御機構として進化した可能性が推定されている[5][6][7][8]。

陸生種では、石垣島と西表島に生息するカタツムリの一種イッシキマイマイが、天敵のイワサキセダカヘビから逃れるために尾（腹足の後端部分）を切断することが知られている。実験でイワサキセダカヘビにイッシキマイマイを与えたところ、45％の個体が自切によりイワサキセダカヘビの捕食から逃れたとされる。自切を行うカタツムリは確認されている限りイッシキマイマイのみで、他のカタツムリで実験を行ったところ捕食されてしまった。また自切によって自分を守る行動は子供のイッシキマイマイに多く見られたという。
二枚貝ではマテガイ科などが水管を簡単に自切して穴深く逃げ込むが、水管には最初から切れ目となる横筋が見られる。頭足類では、通常の自切とは異なるが、アミダコなどタコの一部に交接の際にオスの交接腕の先端が自切してメスの体内に残存し、栓のような役割を持つものがある。
- 棘皮動物では、ウミユリ・ウミシダ類とクモヒトデ類に腕を自切するものが多い。これらの動物では、腕は再生するが、腕から本体は再生しない。ヒトデは腕から胴体を再生できるが、自切のように腕を切り離すものはいない。

## 比喩表現
『トカゲのしっぽ切り』という比喩は、企業などの組織が立場の弱い構成員や下請けに全責任を押し付け、それと引き換えに組織本体が生き延びようとすることを指す。